# Linder-Gletscher
Der Linder-Gletscher ist ein steiler Gletscher im Norden des ostantarktischen Viktorialands. In der Lanterman Range der Bowers Mountains fließt er von der Südflanke des Mount Bernstein  in südlicher Richtung zum Hunter-Gletscher.
Der United States Geological Survey kartierte ihn anhand eigener Vermessungen und Luftaufnahmen der United States Navy aus den Jahren von 1960 bis 1962. Das Advisory Committee on Antarctic Names benannte ihn 1970 nach Leutnant Michael A. Linder von den Reservestreitkräften der US Navy, Kommunikations- und Administrationsoffizier auf der McMurdo-Station im antarktischen Winter 1967.